# Malin Reitan

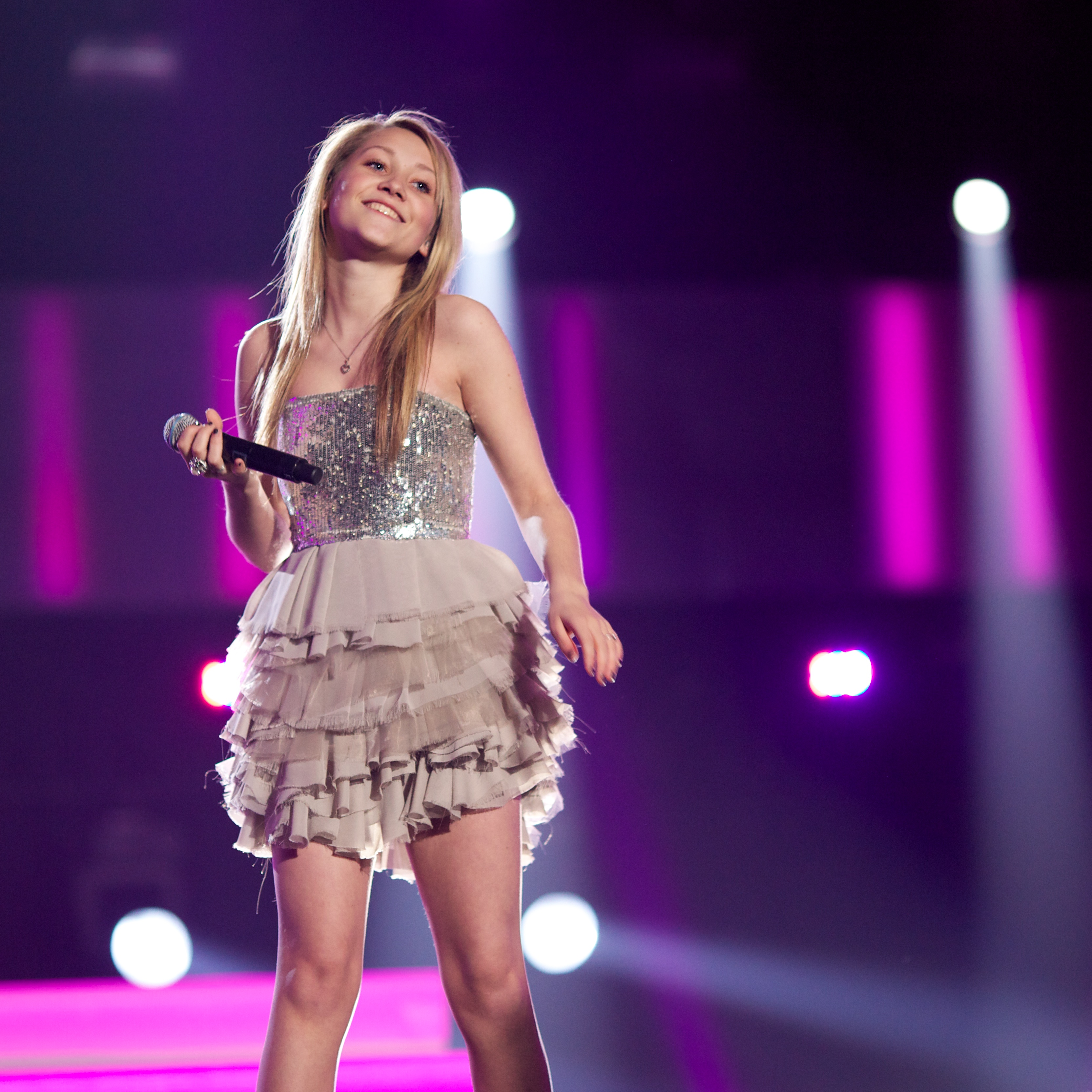
Malin Reitan tijdens Melodi Grand Prix 2012

Malin Reitan (Trondheim, 8 augustus 1995) is een Noors zangeres die in 2005 meedeed aan het Noorse Junior Eurovisionfestival met haar liedje Sommer og skolefri ("Zomer en vakantietijd").
Ze won de finale en mocht zo Noorwegen vertegenwoordigen op het Junior Eurovisiesongfestival 2005 in Hasselt, België. Daar werd ze derde na Ksenia Sitnik (Wit-Rusland) en Antonio José (Spanje). Tijdens het festival zong Malin in haar eigen dialect. Tijdens de audities kreeg Malin te horen dat haar liedje te kort was waarop ze onderweg naar huis het vervolg schreef.
Ondertussen heeft Malin ook een cd uitgebracht genaamd Malin på månen ("Malin op de maan"). Daarop staan liedjes als Sommer og skolefri, Bare bare, Måne, Et lite ønske en Mamma og Pappa.
Malin woonde op een boerderij samen met haar moeder Heidi, haar stiefvader Rune en haar zusjes Lotte en Tuva. Haar ouders zijn gescheiden.
Op 16 april 2008 is de derde cd uitgekomen: PANG met onder andere liedjes, Pang, lille menneske, klassefest, unnskyld, sveve pa luft.
In 2011 is Malins 6de cd uitgekomen, Paradis (paradijs). Ze heeft ook een videoclip gemaakt bij het liedje 'Tenåringsdrøm' (tienerdroom).
Malin Reitan nam deel aan Melodi Grand Prix 2012, de nationale voorronde van Noorwegen voor het Eurovisiesongfestival. Malin haalde de finale, maar wist deze niet te winnen.
- Bibsys: 6029155
- International Standard Name Identifier: 0000 0001 3280 137X
- MusicBrainz: 62fcf112-bd5b-4606-be96-43e75afb9a6a
- Virtual International Authority File: 229471835